# Uncial 065
Uncial 065 (numeração de Gregory-Aland), ε 1 (von Soden), é um manuscrito uncial grego do Novo Testamento. A paleografia data o codex para o século 6.

## Descoberta
Codex contém o texto do Evangelho segundo João (11,50-12,9, 15,12-16,2, 19,11-24), em 3 folhas de pergaminho (29 x 23 cm). O texto está escrito com duas colunas por página, contendo 29 linhas cada. Ele é um palimpsesto, o texto superior escreveo na língua georgiana.
O texto grego desse códice é um representante do Texto-tipo Bizantino. Aland colocou-o na Categoria V.
Actualmente acha-se no Biblioteca Nacional Russa (Gr. 6 I) em São Petersburgo.

## Literatura
- Constantin von Tischendorf, Monumenta sacra et profana I, pp. XIII-XIX, 1-48.
- U. B. Schmid, D. C. Parker, W. J. Elliott, The Gospel according to St. John: The majuscules (Brill 2007), pp. 52-58.